# Gorowa (Volk)
Die Gorowa (auch Goroa, Gorwa oder Gorwaa) sind eine Volksgruppe, die im Norden Tansanias im Gebiet von Babati und dem Berg Fiome oder Ufiome lebt. Nach dem Berg werden die Gorowa auch Fiome bzw. Wafiome genannt. Die Sprache der Gorowa, das Gorowa, ist eine südkuschitische Sprache und ist der Sprache der benachbarten Iraqw am nächsten verwandt. Iraqw und Gorowa pflegen enge Beziehungen – wobei die Iraqw Mais gegen Eisenwaren von den Gorowa tauschen –, und sie können sich miteinander verständigen, betrachten sich aber als zwei verschiedene Gruppen. Roland Kießling schätzte die Zahl der Gorowa 1999 auf rund 50.000.